# Tadayuki Okada
Tadayuki Okada (岡田 忠之, Okada Tadayuki), né le 13 juillet 1967 à Ibaragi (Japon), est un ancien pilote de vitesse moto japonais. Il a effectué toute sa carrière chez la célèbre marque japonaise Honda, pour laquelle il a remporté 6 victoires en grand prix durant sa carrière dont 4 dans la catégorie reine.

## Biographie
Tadayuki Okada a remporté 3 fois le championnat du Japon dans la catégorie 250 sur une Honda de 1989 à 1991. En 1989, il reçoit une wild card pour le Grand Prix du Japon et dispute ainsi sa première course en championnat du monde. En 1993, il intègre définitivement le plateau et dispute sa première saison en championnat du monde en catégorie 250.
Dès 1994, Okada remporte sa première victoire à l'occasion de son grand prix national. Avec 2 victoires et 6 podiums au total, le pilote japonais se classe 2e du championnat derrière l'italien Max Biaggi. Cette place de vice-champion permet à Okada de viser le titre la saison suivante mais le japonais ne remporte aucune course et se classe seulement 4e.
En 1996, il intègre la catégorie 500cm3. Il monte à 3 reprises sur le podium et décroche même sa première pole. La saison suivante, Okada remporte sa première victoire et termine vice-champion du monde derrière l'intouchable Mick Doohan. En 1999, Okada signe 3 succès et monte une nouvelle fois sur le podium final, en terminant 3e du championnat.
Okada se retire des grands prix à la fin de l'année 2000 et s'engage en championnat du monde Superbike.
En 2008, il obtient une wild card pour le grand prix d'Italie MotoGP et participe à la course au guidon d'une Honda. Il finit 14e et marque 2 points.

## Palmarès
- 2 places de vice-champion du monde en 1994 (en 250 cm3) et en 1997 (en 500 cm3).
- 1 place de 3e en championnat du monde en 500 cm3 en 1999.
- 116 départs.
- 6 victoires (4 en 500 cm3 / 2 en 250 cm3).
- 16 deuxièmes place.
- 14 troisièmes place.
- 7 poles (7 en 500 cm3).
- 36 podiums (21 en 500 cm3 / 15 en 250 cm3).
- 8 meilleurs tours en course.

### Victoires en 250 cm³: 2
| Année | Lieu du Grand Prix          | Circuit                      | Ville        |
| ----- | --------------------------- | ---------------------------- | ------------ |
| 1994  | Grand Prix moto du Japon    | Circuit de Suzuka            | Suzuka       |
| 1994  | Grand Prix moto d'Argentine | Circuit Oscar Alfredo Galvez | Buenos Aires |

### Victoires en 500 cm³: 4
| Année | Lieu du Grand Prix                    | Circuit                      | Ville          |
| ----- | ------------------------------------- | ---------------------------- | -------------- |
| 1997  | Grand Prix moto d'Indonésie           | Sentul International Circuit | Bogor          |
| 1999  | Grand Prix moto des Pays-Bas          | TT Circuit Assen             | Assen          |
| 1999  | Grand Prix moto de République tchèque | Circuit de Masaryk           | Brno           |
| 1999  | Grand Prix moto d'Australie           | Circuit de Phillip Island    | Phillip Island |

## Carrière en grand prix

### Par saison
| Année | Cat.    | Moto          | GP  | Vict. | Podiums | Poles | Mtour | Pts  | Position |
| ----- | ------- | ------------- | --- | ----- | ------- | ----- | ----- | ---- | -------- |
| 1989  | 125 cm³ | Honda NSR250  | 1   | 0     | 0       | 0     | 0     | 10   | 28e      |
| 1990  | 250 cm³ | Honda NSR250  | 1   | 0     | 0       | 0     | 0     | 0    | -        |
| 1991  | 250 cm³ | Honda NSR250  | 1   | 0     | 0       | 0     | 0     | 0    | -        |
| 1992  | 250 cm³ | Honda NSR250  | 1   | 0     | 1       | 0     | 0     | 15   | 13e      |
| 1993  | 250 cm³ | Honda NSR250  | 13  | 0     | 3       | 0     | 0     | 120  | 8e       |
| 1994  | 250 cm³ | Honda NSR250  | 14  | 2     | 6       | 0     | 0     | 214  | 2e       |
| 1995  | 250 cm³ | Honda NSR250  | 13  | 0     | 5       | 0     | 1     | 136  | 4e       |
| 1996  | 500 cm³ | Honda NSR500V | 15  | 0     | 3       | 1     | 1     | 132  | 7e       |
| 1997  | 500 cm³ | Honda NSR500  | 15  | 1     | 8       | 3     | 2     | 197  | 2e       |
| 1998  | 500 cm³ | Honda NSR500  | 9   | 0     | 3       | 0     | 1     | 106  | 8e       |
| 1999  | 500 cm³ | Honda NSR500  | 16  | 3     | 6       | 3     | 2     | 211  | 3e       |
| 2000  | 500 cm³ | Honda NSR500  | 16  | 0     | 1       | 0     | 1     | 107  | 11e      |
| 2008  | MotoGP  | Honda RC212V  | 1   | 0     | 0       | 0     | 0     | 2    | -        |
| Total |         |               | 116 | 6     | 36      | 7     | 8     | 1250 |          |

### Statistiques par catégorie
| Catégorie | Année          | 1er GP   | 1er Podium | 1re Victoire | Courses | Victoires | Podiums | Pole | M.tours¹ | Points | Titres |
| --------- | -------------- | -------- | ---------- | ------------ | ------- | --------- | ------- | ---- | -------- | ------ | ------ |
| 250 cm3   | 1989-1995      | JAP 1989 | JAP 1992   | JAP 1994     | 44      | 2         | 15      | 0    | 1        | 495    | 0      |
| 500 cm3   | 1996-2000      | MAL 1996 | ESP 1996   | IND 1997     | 71      | 4         | 21      | 7    | 7        | 753    | 0      |
| MotoGP    | 2008           | ITA 2008 |            |              | 1       | 0         | 0       | 0    | 0        | 2      | 0      |
| Total     | 1989-2000;2008 |          |            |              | 116     | 6         | 36      | 7    | 8        | 1 250  | 0      |